# Loum Tchaouna
Loum Tchaouna (N'Djamena, 8 settembre 2003) è un calciatore ciadiano naturalizzato francese, attaccante del Burnley e della nazionale Under-21 francese.

## Biografia
Nato in Ciad, si è trasferito con la famiglia in Francia durante l'infanzia, acquisendo in seguito la cittadinanza francese.
Il padre lavorava per la federazione calcistica ciadiana; in seguito alla sua emigrazione in Francia, ha allenato in un club vicino a Strasburgo, in cui lo stesso Loum ha poi iniziato a giocare. È il fratello minore del calciatore Haroun Tchaouna.

## Caratteristiche tecniche
Prevalentemente schierato come ala, è però in grado di svariare su tutto il fronte offensivo, venendo impiegato anche come esterno a piede invertito, o da centravanti. Pur essendo un mancino naturale, è abile anche nelle conclusioni con il piede destro. È dotato di ottime doti atletiche, nonché di buona tecnica e velocità di esecuzione.

## Carriera

### Club

#### Rennes e Digione
Cresciuto nel settore giovanile del Rennes, con cui ha firmato il suo primo contratto da professionista nel dicembre del 2020, Tchaouna debutta in prima squadra il 26 settembre 2021, in occasione dell'incontro di Ligue 1 contro il Bordeaux, pareggiato 1-1.
Il 30 agosto 2022, viene ceduto in prestito annuale al Digione, in Ligue 2.

#### Salernitana
Il 31 agosto 2023, viene ingaggiato a titolo definitivo dalla Salernitana, in Serie A, con cui firma un contratto triennale; anche se il trasferimento è avvenuto a titolo gratuito, al Rennes è stata riservata una percentuale su una futura rivendita. Esordisce con i campani il 3 settembre seguente, subentrando a Lorenzo Pirola a dieci minuti dal termine della partita di campionato contro il Lecce, persa per 2-0. Il 31 ottobre seguente, trova i suoi primi gol con i granata, realizzando una doppietta nel successo per 4-0 sulla Sampdoria in Coppa Italia. Il 30 dicembre, invece, trova il suo primo gol in massima serie, decidendo la sfida in casa del Verona (0-1). Durante la stagione, è inizialmente relegato al ruolo di riserva durante la guida di Paulo Sousa, per poi guadagnare più minutaggio sotto Filippo Inzaghi e Fabio Liverani; nonostante la retrocessione in Serie B del club campano, si distingue come uno dei migliori giocatori della formazione, e conclude l'annata con 35 presenze, sei reti e quattro assist fra campionato e coppa.

#### Lazio
Il 1º luglio 2024, viene ingaggiato a titolo definitivo dalla Lazio, per circa otto milioni di euro. Il 18 agosto esordisce con i capitolini nel successo sul Venezia per 3-1, subentrando a Mattia Zaccagni nella ripresa. Il 31 ottobre mette a segno il suo primo gol in biancoceleste, siglando la rete del definitivo 5-1 nella vittoria in trasferta della Lazio sul Como. Il 12 dicembre segna la sua prima rete nelle competizioni europee, aprendo le marcature nel successo per 3-1 in casa dell'Ajax nella partita della sesta giornata della fase campionato di Europa League, nella stessa gara fornisce anche l'assist per il terzo gol di Pedro.
Quelle contro Como e Ajax sono state le uniche reti da lui realizzate nell'arco della sua esperienza coi capitolini che nel complesso è stata un flop.

#### Burnley
Il 2 luglio 2025 viene ufficializzato il suo acquisto da parte del Burnley.

### Nazionale
Tchaouna ha rappresentato la Francia a diversi livelli giovanili, giocando per le nazionali Under-16, Under-17, Under-19 e Under-20.
Nel giugno del 2022, ha partecipato agli Europei Under-19 in Slovacchia, in cui si è laureato capocannoniere, con quattro reti segnate.
Nel giugno del 2025 fa parte della selezione francese che disputa gli europei Under-21 in Slovacchia, dove i francesi vengono eliminati in semifinale dai pari età della Germania. Tchaouna fa registrare 4 presenze nel torneo.

## Statistiche

### Presenze e reti nei club
Statistiche aggiornate al 28 aprile 2025.
| Stagione        | Squadra         | Campionato      | Campionato | Campionato | Coppe nazionali | Coppe nazionali | Coppe nazionali | Coppe continentali | Coppe continentali | Coppe continentali | Altre coppe | Altre coppe | Altre coppe | Totale | Totale |
| Stagione        | Squadra         | Comp            | Pres       | Reti       | Comp            | Pres            | Reti            | Comp               | Pres               | Reti               | Comp        | Pres        | Reti        | Pres   | Reti   |
| --------------- | --------------- | --------------- | ---------- | ---------- | --------------- | --------------- | --------------- | ------------------ | ------------------ | ------------------ | ----------- | ----------- | ----------- | ------ | ------ |
| 2020-2021       | Rennes 2        | N3              | 5          | 3          |                 | -               | -               |                    | -                  | -                  |             | -           | -           | 5      | 3      |
| 2021-2022       | Rennes 2        | N3              | 7          | 6          |                 | -               | -               |                    | -                  | -                  |             | -           | -           | 7      | 6      |
| 2021-2022       | Rennes          | L1              | 10         | 0          | CF              | 0               | 0               | UECL               | 4                  | 0                  |             | -           | -           | 14     | 0      |
| ago. 2022       | Rennes 2        | CFA             | 2          | 0          |                 | -               | -               |                    | -                  | -                  |             | -           | -           | 2      | 0      |
| Totale Rennes 2 | Totale Rennes 2 | Totale Rennes 2 | 14         | 9          |                 | -               | -               |                    | -                  | -                  |             | -           | -           | 14     | 9      |
| ago. 2022-2023  | Digione         | L2              | 28         | 1          | CF              | 1               | 1               |                    | -                  | -                  |             | -           | -           | 29     | 2      |
| 2023-2024       | Salernitana     | A               | 33         | 4          | CI              | 2               | 2               | -                  | -                  | -                  | -           | -           | -           | 35     | 6      |
| 2024-2025       | Lazio           | A               | 24         | 1          | CI              | 2               | 0               | UEL                | 11                 | 1                  | -           | -           | -           | 37     | 2      |
| 2025-2026       | Burnley         | PL              | 0          | 0          | FACup+CdL       | 0               | 0               | -                  | -                  | -                  | -           | -           | -           | 0      | 0      |
| Totale carriera | Totale carriera | Totale carriera | 109        | 15         |                 | 5               | 3               |                    | 15                 | 1                  |             | -           | -           | 129    | 19     |

## Palmarès

### Individuale
- Capocannoniere degli Europei Under-19: 1

2022: (4 reti)